# دردار ليسوري
دردار ليسوري (الاسم العلمي: Ulmus lesueurii) هو نوع نباتي يتبع جنس الدردار من فصيلة الدردارية.